# Сатурния

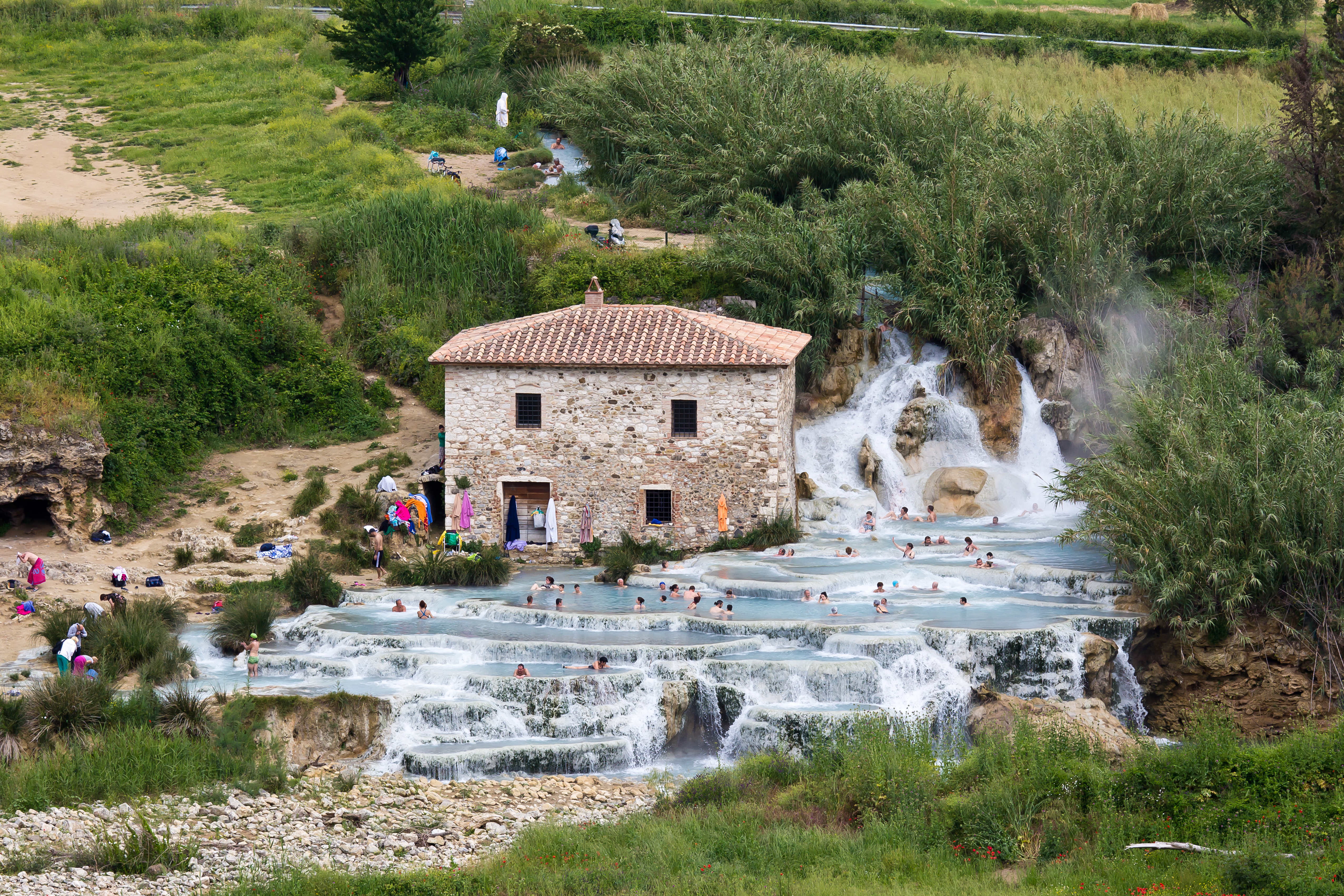
Сатурния, Каскате дел Мулино

Сату́рния — обособленная часть (фракция) итальянской коммуны Манчано (Маремма, Тоскана), известная как спа-курорт благодаря геотермальным источникам, а также своими развалинами фортификаций и терм древнеримского периода.

## Описание
Поселение расположено на холме приблизительно в 8 км к северу от коммуны Манчано, в долине рек Альбенья и Стеллата в южной части Мареммы. Население по состоянию на 2001 год — 280 человек.
Согласно легенде, поселение было основано богом Сатурном (в честь которого и названо) и стало первым городом на Апеннинском полуострове; по мнению Дионисия Галикарнасского, Сатурния была основана пеласгами. Деревня расположена на травертиновой скале и считается первым городом, основанным этрусками; в то время он носил название Аурина. Некоторые сохранившиеся руины городских стен датируются II веком до н. э., ворота же были возведены уже в римские времена. Появление здесь римлян относят к 280 году до н. э., основание римского поселения, называвшегося Ауринией, — к 183 году до н. э. На территории самого города сохранилось несколько тумулусов римского периода, которые британский историк Джордж Деннис, автор книги «Cities and Cemeteries of Etruria», ошибочно относил к мегалитам. Известно, что в римский период в Сатурнии находилась префектура, однако каких-либо подробностей о жизни города вплоть до XII века н. э. не обнаружено.
В средневековых письменных источниках Сатурния впервые упоминается в 1188 году в документе за авторством папы римского Климента III; в этот период уже существовали и крепость Рокка, и курорт с источниками. Рокка с 1216 года находилась во владении дворянского рода Альдобрандески, находившегося в конфликте с правителями Сиены и Орвието; те и другие пытались захватить крепость, что, в частности, удалось сиенцам в 1221 году и орвиетцам в 1251 году. В 1299 году, во время поисков Маргариты Альдобрандески, сиенцы захватили и разрушили Сатурнию. Четыре года спустя деревня оказалась под контролем Орвието 1328. В 1328 году Сатурния была занята сначала Баски из Монтемерано, а затем Орсини из Питильяно; в 1410 году контроль над поселением вновь установила Сиена. С 1454 по 1464 год сиенцы возвели новые фортификации в дополнение к сохранившимся римским.
После падения Сиенской республики Сатурния оказалась в составе владений семьи Медичи, завещавшей её в 1593 году Хименесу Арагонскому. С 1738 по 1751 год Сатурнией правила семья Пьянчитити. В 1787 году Сатурния стала частью Манчано.